# Championnat d'Afrique féminin de volley-ball 1991
Navigation
Édition précédente Édition suivante
Le 5e championnat d'Afrique féminin de volley-ball s'est déroulé en 1991 au Caire, Égypte. Il a mis aux prises les huit meilleures équipes continentales.

## Classement final
| Place              | Équipe     |
| ------------------ | ---------- |
| Médaille d'or      | Kenya      |
| Médaille d'argent  | Égypte     |
| Médaille de bronze | Cameroun   |
| 4                  | Ghana      |
| 5                  | Tunisie    |
| 6                  | Zaïre      |
| 7                  | Madagascar |
| 8                  | Éthiopie   |